# Бери (футбольный клуб)
«Бе́ри» (полное название — Футбольный клуб «Бери»; англ. Bury Football Club, английское произношение: [ˈbɛri 'futbɔ:l klʌb]) — английский профессиональный футбольный клуб из города Бери, графство Большой Манчестер. Был основан в 1885 году. Домашний стадион клуба — «Гигг Лейн». 

## История
Клуб был основан в 1885 году. Свою первую игру ФК «Бери» провёл на стадионе «Гигг Лейн» 12 сентября 1885 года. Это был товарищеский матч против «Уиган Атлетик», в котором футболисты «Бери» одержали победу со счётом 4:3.
В 1887 году на «Гигг Лейн» за 50 фунтов была построена первая трибуна. В этом же году «Бери» потерпел своё рекордное поражение 0:10 от «Блэкберна» в первом раунде Кубка Англии.
«Бери» дважды выигрывал Кубок Англии. 21 апреля 1900 года они в финале обыграли «Саутгемптон» со счётом 4:0. Вторая победа была достигнута в 1903 году. Тогда же, 18 апреля, был зарегистрирован рекордный счёт финала Кубка Англии. В финальном матче «Бери» одержал победу над «Дерби Каунти» со счётом 6:0.
В 1906 году на «Гигг Лейн» была построена Южная трибуна. А к 1922 году стадион был передан клубу в качестве подарка от графа Дерби. В 1924 закончилось строительство Главной трибуны. В тот период поле на «Гигг Лейн» было одним из лучших в Футбольной лиге Англии.
В 1923 году команда в очередной раз добилась повышения, и к 1926 году достигла своего самого высокого положения в Футбольной лиге Англии: 4 место в Первом дивизионе. Но два года спустя результаты команды стали становиться всё хуже и хуже, и к 1971 году «Бери» впервые выбыл в Четвёртый дивизион Футбольной лиги.
В сезоне 2001/02 клуб выбыл в Лигу 2.
В мае 2005 года «Бери» стал первым футбольным клубом, забившим тысячу голов в первых четырёх дивизионах английской футбольной лиги.
20 декабря 2006 года «Бери» стал первой командой, которая была снята с Кубка Англии из-за того, что тренер выпустил на поле дисквалифицированного игрока.
В сезоне 2018/19 команда заняла второе место в Лиге 2 и вышла в Лигу 1, третий по значимости дивизион в системе футбольных лиг Англии. В августе 2019 года клуб был исключён из состава Английской футбольной лиги, однако своё существование не прекратил. В 2023 году был объединён с командой АФК «Бери» и начал выступление в Премьер-Лиге Северо-западных графств.

## Достижения
- Второй дивизион
  - Победитель: 1894/95
- Третий дивизион
  - Победитель (2): 1960/61, 1996/97
- Ланкаширская лига
  - Победитель: 1890/91, 1891/92
- Кубок Англии
  - Победитель (2): 1899/1900, 1902/03
- Кубок Футбольной лиги
  - Полуфинал: 1962/63

## Конкуренты
«Бери» давно конкурирует с клубом «Болтон Уондерерс».
Другими соперниками являются: «Олдем Атлетик», «Рочдейл» и «Стокпорт Каунти».